# Törvényszéki héják
A Törvényszéki héják egy 1986-os amerikai bűnügyi film, rendezője Ivan Reitman, főszereplői Robert Redford, Debra Winger, Daryl Hannah, Brian Dennehy és Terence Stamp.

## Cselekmény
Chelsea Deardon apja, egy ismert képzőművész 18 évvel korábban egy tűzvészben életét vesztette és művei is állítólag elégtek. Csakhogy a lány meg van róla győződve, hogy valakik megölték az apját a műveiért, amiket elloptak, és pont egy emiatt elkövetett betörés miatt kell a bíróság elé állnia. A lány védője, Laura Kelly ügyvédnő  megpróbálja együttműködésre bírni az ügyészség kissé flegma, de legrátermettebb ügyészhelyettesét, Tom Logant, akit a főnöke, az államügyész már kinézett utódjaként. Logan és Kelly hozzálátnak kideríteni, mi igaz a lány állításaiból, miszerint ellopták a vagyont érő örökségét, ám az ügy egyre zavarosabb fordulatokat vesz, miután a lány szavahihetősége kérdéses, aki még Logant is elcsábítja, miközben a férfi és az ügyvédnő élete is veszélybe kerül, ezután viszont Logan és Kelly minden követ megmozgat, hogy kiderüljön az igazság…

## Szereplők
| Szerep            | Színész            | Magyar hang      |
| ----------------- | ------------------ | ---------------- |
| Tom Logan         | Robert Redford     | Tahi Tóth László |
| Laura J. Kelly    | Debra Winger       | Földessy Margit  |
| Chelsea Deardon   | Daryl Hannah       | Tóth Enikő       |
| Cavanaugh         | Brian Dennehy      | Huszár László    |
| Victor Taft       | Terence Stamp      | Ujréti László    |
| Bower államügyész | Steven Hill        | Velenczey István |
| Blanchard         | David Clennon      | Gáti Oszkár      |
| Robert Forrester  | John McMartin      | Fülöp Zsigmond   |
| Jennifer Logan    | Jennifer Dundas    | Ábel Anita       |
| Dawkins bíró      | Roscoe Lee Browne  | Szabó Ottó       |
| Carol Freeman     | Christine Baranski | Borbás Gabi      |